# L'Enfant des loups
Ne doit pas être confondu avec L'Enfant et les Loups.
L'Enfant des loups (esp. La hija de los lobos ~ La fille des loups) est un téléfilm franco-espagnol réalisé par Philippe Monnier en 1990 d'après le roman La Révolte des nonnes de Régine Deforges. Il a été diffusé en janvier 1991 et juillet 1993 sur FR3 / France 3, en décembre 1991 sur Antenne 2.

## Épisodes
- Vanda
- La Peau de la louve
- La Révolte des nonnes

## Synopsis
Hiver, fin du VIe siècle. Dans la forêt, Romulf, un paysan gaulois, et son frère Albin découvrent une enfant, Vanda, un louveteau dans les bras. Ils l'emmènent à l'abbaye Sainte-Croix de Poitiers, où elle est adoptée en tant que nonne, bien que certaines religieuses disent d'elle qu'elle est une enfant des loups. Elle devient filleule de Radegonde, fondatrice du monastère, et de Romulf, mais reste proche des loups, notamment avec le loup Ava. Les années passent heureuses au monastère jusqu'à ce que la peste envahisse Poitiers. La mère supérieure succombe à la maladie et une meute de loups terrorise Poitiers.
Sous l'impulsion des villageois, le couvent charge Vanda de libérer Poitiers. Bien qu'accomplie, la mission laisse des marques : après son retour, Vanda est rejetée par la communauté du monastère. Elle est renvoyée chez son parrain, Romulf, jusqu'à ce qu'elle sente l'appel de Radegonde. Vanda rejoint le monastère et voit sa marraine mourir peu après. Lors de la messe des funérailles de Radegonde, Chrotielde, une princesse rebelle forcée à prendre le voile, provoque Vanda. Les deux nonnes se disputent et finissent jetées au cachot pour avoir troublé la cérémonie. Enfermées, elles deviennent complices.
Une fois libérées du cachot, Chrotielde déclenche une révolte et fait appeler ses soldats qui rôdent aux alentours du monastère. Presque toutes les religieuses, dégoûtées par la sévérité et l'intransigeance de la nouvelle abbesse, quittent le couvent avec Chrotielde, y compris Vanda. Albin finit par accompagner lui aussi le convoi. Proche de lui, Vanda tombe en désaccord avec Chrotielde. Albin et Vanda se retrouvent alors prisonniers, jusqu'à ce qu'Ava vienne les libérer. Dans leur fuite, ils découvrent les religieuses, honteuses, en cage. Une fois les nonnes libérées, les deux compagnons galopent vers le monastère attaqué par les soldats de Chrotielde et défendu par Romulf. Vanda et Albin mettent aussitôt fin à la bataille du couvent, mais Romulf y laisse la vie. Les religieuses reviennent et se repentent. Après avoir pleuré le parrain et frère, le couple part pour l'Espagne.

## Fiche technique
- Réalisateur : Philippe Monnier, assisté d'Alain Nauroy
- Scénario / adaptation : Régine Deforges, Jean-Pierre Sinapi, Daniel Tonachella
- Musique : Serge Franklin
- Costumes : Sonia Rykiel et Jean Micoine
- Distribution : France Télévision
- Acteurs français et espagnols
- Tourné en 1990, en langues française et espagnole
- Doubleurs français : Pierre Santini (Fortunat), Françoise Bertin (Begga), Bernard-Pierre Donnadieu (Corbon)
- Lieux de tournage :
  - Abbaye de Fontenay (Côte-d'Or, Bourgogne-Franche-Comté)
  - Forges de Buffon (Côte-d'Or, Bourgogne-Franche-Comté)
  - Montbard (Côte-d'Or, Bourgogne-Franche-Comté)
  - Forêt de Côte-d'Or (Côte-d'Or, Bourgogne-Franche-Comté)
  - Noyers (Yonne, Bourgogne-Franche-Comté)
  - Gilley (Doubs, Franche-Comté)

## Distribution
| Laure Marsac                                            | Vanda                                        |
| Céline Gheeraert                                        | Vanda enfant                                 |
| Marisa Berenson                                         | Radegonde                                    |
| Eusebio Lázaro (V.F. : Pierre Santini)                  | Fortunat                                     |
| Jacques Le Carpentier                                   | Romulf                                       |
| Édouard Hastings                                        | Albin                                        |
| Caroline Sihol                                          | Agnès, la première abbesse                   |
| Marie-Christine Barrault                                | Leubovère, la deuxième abbesse               |
| Charlotte Maury-Sentier                                 | Glodosinde, l'intendante                     |
| Julieta Serrano (V.F. : Françoise Bertin)               | Begga, l'infirmière                          |
| Sophie Durin                                            | Basine, fille de Chilpéric                   |
| Agnès Blanchot                                          | Chrotielde, fille de Caribert                |
| André Julien                                            | Moïse, le médecin juif                       |
| Dan Simkovitch                                          | Urion, le frère (eunuque) de Vanda           |
| Pierre-Alexis Hollenbeck                                | Urion enfant                                 |
| Maurice Barrier                                         | Clotaire                                     |
| Frank Desmaroux                                         | Caribert, fils de Clotaire                   |
| Régis Le Rohellec                                       | Gontran, fils de Clotaire                    |
| Gil Lagay                                               | Chilpéric, fils de Clotaire                  |
| Fabrice Bagni                                           | Sigebert, fils de Clotaire                   |
| Diane Delor                                             | Frédégonde, femme de Chilpéric               |
| Christopher Thompson                                    | Childéric, cousin et ex-promis de Chrotielde |
| Ángel de Andrés López (V.F. : Bernard-Pierre Donnadieu) | Corbon, chef des soldats de Chrotielde       |
| Jean-François Vlérick                                   | Rathier, soldat de Chrotielde                |
| Patrick Massieu                                         | Dagulf, soldat de Chrotielde                 |
| Franck-Olivier Bonnet                                   | Wéroc, le boucher                            |
| Kleber Bouzzone                                         | l'esclave menant une rébellion               |
| Bernard Freyd                                           | Grégoire de Tours                            |
| Mado Maurin                                             | femme découvrant Urion enfant                |
| Myriam Lothammer                                        | Disciola, novice ayant vu le Christ          |

## Récompenses
La série reçoit deux nominations aux Sept d’or de 1991 :
- meilleure série ;
- meilleure musique.

## Critique
Dans son Dictionnaire des Francs, les temps Mérovingiens (1996), Pierre Riché écrit dans l'article sur La Révolte des nonnes de 586 : « Cet épisode a donné lieu à des romans : [...] Régine Deforges, La Révolte des nonnes, Paris, 1981 ; un film médiocre a même été tiré de ce livre pour la télévision. »

## Anachronismes
Dans le premier épisode, Fortunat révèle à Vanda qu'elle est probablement la fille d'Attila le Hun, qui vécut de 395 à 453. Or Fortunat apprend aux spectateurs que l'histoire se produit vers la fin du VIe siècle (En ce sixième siècle finissant...). Il est donc impossible que Vanda soit la fille d'Attila. Cependant, le film ne fait que respecter le roman : dans celui-ci, l'enfant est découvert en 576, et Albin dit que Vanda est la fille d'Attila dans la dernière page du livre : Dieu te garde, fille de Romulf et d'Attila. Il s'agit en fait d'un effet stylistique : Attila est l'ancêtre de Vanda. Fille a donc ici le sens de descendante.
Radegonde de Poitiers a vécu de 519 à 587 (68 ans). Si l'enfant a été découvert en 576 (selon le roman ; selon le film, il s'agit du VIe siècle finissant, par exemple de 576 à 601, c'est-à-dire le dernier quart de siècle), Radegonde aurait été une marraine de 57 ans ; or, dans le film, Radegonde semble être une jeune femme.
Clotaire est mort en 561, ses quatre fils se partagent le royaume dans la même année. Si l'histoire se déroule bien à partir de 576, il s'agit d'un anachronisme, à moins que le début du film représente un événement vieux de quinze ans (de 561 à  576). Si l'on ignore cette date indiquée par le roman, dans le film, selon l'indication de Fortunat, l'histoire démarre en ce sixième siècle finissant ; or, 561 est encore assez loin de la fin du VIe siècle (15 ans avant le dernier quart débutant en 576 et 40 ans avant le VIIe siècle).
Le moine-poète Fortunat parle avec un accent italien prononcé ; or, à la fin du VIe siècle, c'est toujours le latin (même si celui-ci avait évolué) qui était parlé.